# Scyphidium tuberculatum
Scyphidium tuberculatum är en svampdjursart som först beskrevs av Okada 1932.  Scyphidium tuberculatum ingår i släktet Scyphidium och familjen Rossellidae. Inga underarter finns listade i Catalogue of Life.